# Iorgu Caragiale
Iorgu Caragiale (n. 1826, Constantinopol – d. 1894, București) a fost un actor și dramaturg român.
Iorgu Caragiale este fiul lui Ștefan, un bucătar angajat la sfârșitul anului 1812 de Ioan Gheorghe Caragea în suita sa. Ca și ceilalți doi frați ai lui - Luca Șt. Caragiale și Costache Caragiale - s-a născut la Constantinopol în Imperiul Otoman. A urmat cursurile Școlii Filarmonice din București, în 1834. În anul 1887 a construit propriul său teatru la București. A scris „cânticele comice” și „tablouri dramatice”: Moș Trifoi sau Cum ți-i așterne așa-i dormi (1859).
A decedat în 1894 și a fost înmormântat în Cimitirul Bellu.